# Kingdom Hearts (computerspel)
Kingdom Hearts is een actierollenspel (ARPG) gemaakt door Square (nu Square Enix) en Disney dat in 2002 werd uitgebracht voor de PlayStation 2. Het is het resultaat van een collaboratie tussen Square en The Walt Disney Company.
Het spel combineert personages en werelden van Disney met personages uit de Final Fantasy-reeks. Maar het spel heeft ook personages die alleen voor het spel ontwikkeld zijn. Hikaru Utada heeft het titellied voor dit spel gezongen.
De Final Mix-versie van het spel is later geremasterd en in HD-resolutie uitgebracht voor de PlayStation 3, PlayStation 4 en Xbox One.

## Verhaal
Kingdom Hearts begint met het ontwaken van hoofdrolspeler Sora op een eiland genaamd Destiny Islands, waar hij samen woont met vrienden Kairi en Riku. De drie zijn vastbesloten het eiland te verlaten en besluiten een vlot te bouwen om andere werelden te bezoeken. Tijdens de voorbereiding van de reis verschijnen er 's nachts zwarte wezens op het eiland: "Heartless". Aan de rand van het eiland wacht Riku op Sora en wanneer Sora hem nadert, worden ze beide omgeven in duisternis. Wanneer Riku is verdwenen, verschijnt er een gloed van licht in de handpalm van Sora. Hiermee ontvangt hij de "Keyblade" (sleutelzwaard). Sora spoort Kairi op door het betreden van een grot via een nieuwe deur. Kairi kijkt echter wazig door haar ogen en verdwijnt. Sora wordt weggeblazen en belandt op een restant van het eiland waar hij moet vechten tegen een enorme Heartless.
Na dit gevecht wordt Sora in een gat gezogen en wordt hij wakker in een onbekend dorp in het bijzijn van Pluto: Traverse Town. Hij ontmoet daar vele nieuwe personages die bekend zijn van de Final Fantasy-serie, waaronder Cid (Final Fantasy VII), Leon (Final Fantasy VIII), Yuffie (Final Fantasy VII) en Aerith (Final Fantasy VII). Zij kunnen hem meer bijbrengen over de werking van de Keyblade en vertellen hem onder andere dat het wapen Heartless aantrekt. Ook komt hij meer verschillende Heartless tegen naast de veelvoorkomende Shadow, zoals de Soldier, Large Body en Nocturne. Na een verkenning door de stad ontmoet Sora Donald en Goofy. Donald is een hofmagiër in het bezit van een staf en Goofy een hofridder in het bezit van een schild. Ze zijn in opdracht van de verdwenen koning Mickey Mouse op zoek gegaan naar de Keyblade-drager en vinden deze in de vorm van Sora. Nadat het drietal samen een aantal Heartless verslaat, besluiten Sora met hen een team te vormen en andere werelden te bezoeken, in de hoop Kairi of Riku te vinden. Ze bezoeken vele werelden die zijn gebaseerd op Disneyfilms met een ruimteschip. Zo komen ze langs Wonderland (Alice in Wonderland), Olympus Colliseum (Hercules), de Diepe Jungle (Tarzan), het Honderdbunderbos (Winnie de Poeh), Agrabah (Aladdin), Monstro (Pinokkio), Atlantica (De Kleine Zeemeermin), Halloween Town (The Nightmare Before Christmas) en Nooitgedachtland (Peter Pan). In het Olympus Colliseum worden Cloud en Sephiroth uit Final Fantasy VII geïntroduceerd.
Het blijkt dat de Heartless elke wereld willen vernietigen en om dit te stoppen, verzegelt Sora in elke wereld de "Keyhole", het sleutelgat tot het hart van de wereld. Verschillende Disneyschurken staan hun in de weg, onder andere de Harten Koningin (Alice in Wonderland), Hades (Hercules), Oogie Boogie (The Nightmare Before Christmas), Clayton (Tarzan), Jafar (Aladdin), Kapitein Haak (Peter Pan) en tot slot de leider van deze schurken: Malafide (Doornroosje). Malafide  staat aan het hoofd van  de schurken. Het doel van Malafide is het verzamelen van de zeven prinsessen die de puurste harten van iedereen hebben, de zogenoemde "Princesses of Heart". Deze prinsessen zijn Sneeuwwitje (Sneeuwwitje en de Zeven Dwergen), Assepoester (Assepoester), Aurora (Doornroosje), Jasmine (Aladdin), Alice (Alice in Wonderland), Belle (Belle en het Beest) en Kairi. Als Malafide hun harten opoffert, heeft ze de macht om de laatste keyhole te openen en oppermachtig te worden. Gelukkig wordt Sora ook bijgestaan door de antagonisten in de werelden: Jack Skellington (The Nightmare Before Christmas), Tarzan (Tarzan), Aladdin (Aladdin) en Peter Pan (Peter Pan). Deze personages zijn in de gameplay inwisselbaar voor Donald of Goofy.
Sora ontmoet voor het eerst Riku tijdens zijn tweede bezoek in Traverse Town. Riku gedraagt zich echter niet meer vriendschappelijk naar Sora toe en is jaloers op zijn Keyblade. Onder invloed van Malafide is hij zijn hart steeds meer aan het openen voor de duisternis. Later komt Sora Riku nog eens tegen in de buik van Monstro. Daar wordt Pinokkio gevangengenomen door een grote Heartless. Riku en Sora verslaan deze waarna Riku weer verdwijnt door een gat. Ook vinden ze een levenloze Kairi terug die haar hart heeft verloren aan de Heartless, maar Riku neemt haar mee. Nog later komt Sora Riku tegen in Nooitgedachtland. Daar blijkt dat Riku controle heeft verworven over de Heartless. Riku trekt weer verder met Malafide, samen met de nog levenloze Kairi.
Uiteindelijk komen Sora, Donald en Goofy aan in Hollow Bastion, het hoofdkwartier van Malafide. Hier wordt Beest (Belle en het Beest) aangevallen door Riku. Beest is in staat geweest naar Hollow Bastion te komen door zijn hart te volgen naar Belle, die ook ontvoerd was door Malafide. Sora ziet Riku weer, waarbij Riku de Keyblade afpakt. Aangezien Donald en Goofy de opdracht hadden gekregen de Key te volgen, laten ze Sora achter en volgen ze Riku. Sora zet met behulp van Beest de achtervolging in en als Riku op het punt staat Sora aan te vallen, redt Goofy hem met zijn schild. Donald loopt ook terug en op het moment dat Sora begrijpt dat zijn vrienden belangrijker voor hem zijn dan de Keyblade, is zijn hart sterker dan dat van Riku en keert de Keyblade terug naar zijn oude eigenaar. Riku vlucht en het drietal baant zich een weg omhoog in Hollow Bastion. Ze verslaan Malafide hogerop in het kasteel. Riku verschijnt na het gevecht plotseling en lijkt niet helemaal zich zelf meer te zijn. Hij heeft tevens een eigen Keyblade gekregen. Deze is in staat het hart van een persoon te ontgrendelen en de duisternis in het hart te ontwaken. Dit is wat hij bij Malafide doet. Malafide krijgt een enorme krachtstoot en transformeert in een draak, die wordt verslagen door Sora, Donald en Goofy. Haar mantel blijft echter ongedeerd en dit zorgt ervoor dat ze op magische wijze kan terugkeren in Kingdom Hearts II.
Sora confronteert Riku weer na het gevecht, maar hij komt er nu achter dat Riku is overgenomen door Ansem, een duistere wetenschapper die naar de kracht van de Heartless verlangt. Het blijkt dat Malafide de laatste Keyhole niet had kunnen openen, omdat het hart van Kairi al die tijd in het lichaam van Sora zat. Dit was al zo vanaf het moment dat Sora haar zag verdwijnen in Destiny Islands. Als Sora Riku echt verslagen heeft, gebruikt hij de Keyblade die Riku achterlaat om zijn eigen hart te ontgrendelen. Het hart van Kairi keert terug naar haar eigen lichaam. Ook blijken de zes harten van de andere Princesses of Hearts in de Keyblade van Riku te zijn opgeslagen, die nu ook terugkeren naar hun eigenaren. Hierdoor wordt echter de laatste Keyhole geopend. Sora offert in dit proces zichzelf op. Nadat Sora is verdwenen, verschijnt de gedaante van Ansem plots tegenover Kairi, Donald en Goofy, maar kan hen niet deren doordat de opgesloten geest van Riku hem daarvan weerhoudt. Daarna vluchten Donald en Goofy samen met Kairi uit Hollow Bastion. Als ze bij de uitgang worden omsingeld door Heartless, ontdekt Kairi dat een van deze Heartless Sora is. Kairi omhelst hem en roept zijn naam. Vervolgens verandert Sora weer terug in zijn menselijke gedaante en hij bedankt Kairi. Hij brengt haar vervolgens naar Traverse Town, waar ze veilig is. Daar belooft hij haar dat hij naar haar terug zal keren, zodra alles veilig is en hij Riku heeft gevonden. Om zekerheid te hebben geeft Kairi haar Lucky Charm en laat hem beloven dat hij deze terug zal brengen: "Waar je ook heen gaat, ik zal altijd bij je zijn."
Als Sora, Donald en Goofy later een weg terug naar Hollow Bastion vinden, lukt het Sora om de Keyhole binnen te gaan en het van binnenuit te vergrendelen. Sora ontmoet ook opnieuw Leon, Yuffie en Aerith. Zij blijken oorspronkelijk uit Hollow Bastion te komen, voordat Malafide en de Heartless deze wereld binnenvielen. In Hollow Bastion neemt Sora afscheid van hen, van het Beest en van de overige Princesses of Hearts. Daarna gaat hij samen met Donald en Goofy naar End of the World, de wereld van de Heartless. Daar willen ze Riku vinden en Ansem voor goed verslaan. Na een drievoudig gevecht met Ansem bereiken Sora, Donald en Goofy de poort naar Kingdom Hearts (de hart van alle werelden). Ansem wil deze poort openen om absolute duisternis te bemachtigen. Helaas voor de verzwakte Ansem blijkt Kingdom Hearts niet uit duisternis maar uit puur licht te bestaan, zo puur dat het Ansem vernietigt. Om te zorgen dat de Heartless van Kingdom Hearts op z'n plaats blijft, moet de poort gesloten worden. Als Sora, Donald en Goofy de poort willen sluiten, duikt Riku -die z'n lichaam terug heeft- plotseling op aan de binnenkant van de poort en helpt hen met het sluiten van de poort. Hij laat Sora beloven goed voor Kairi te zorgen. Ook duikt Mickey Mouse (de koning) op, die een eigen Keyblade heeft, en de Heartless in de poort afhoudt, terwijl de anderen de poort sluiten. De poort wordt aan beide kanten verzegeld door Sora en Mickey.
De poort verdwijnt en achter de poort verschijnt plotseling een weg. Ineens hoort Sora Kairi en als hij zich omdraait, ziet hij haar staan. Hij rent op haar af, maar weet dat hij niet met haar mee kan. Alle werelden die waren vernietigd, worden weer hersteld, en Kairi wordt drijft terug naar Destiny Islands. Sora volgt Donald en Goofy, om op zoek te gaan naar Riku en Mickey. Hier sluit het verhaal van Kingdom Hearts. Deze zal vervolgd worden in Kingdom Hearts: Chain of Memories en Kingdom Hearts II.
Er zijn aan na de aftiteling twee geheime eindes te zien. Deze verwijzen alvast naar de vervolg games. De eerste laat het begin zien van Chain of Memories. Sora, Donald en Goofy zijn op zoek naar Riku en Koning Mickey. Ze zien Pluto rennen met een brief van de koning. Ze volgens hem vervolgens door een grasveld, vol moed dat ze hun doel zullen bereiken. De tweede secret ending laat een scène zien, die later meer uitleg zal krijgen in Kingdom Hearts II. Het laat een onbekend persoon zien, die gehuld is in het zwart. Zijn gezicht is niet goed zichtbaar. Hij loopt door de straten van een uitgestorven stad. Als er opeens Heartless verschijnen, grijpt de persoon twee Keyblades. Boven op een groot gebouw staat een andere persoon. Deze is ook in zwart gehuld en heeft een blinddoek voor zijn gezicht. Dit blijkt Riku te zijn, iets ouder dan eerst. Na een wirwar van zinnen en woorden, verschijnt het laatste shot. Hierop is een één jaar oudere Kairi te zien op het strand, kijkend naar een vallende ster.

## Personages
- Sora
- Kairi
- Riku
- Ansem (Heartless)

### Disney
- Donald Duck
- Goofy
- Mickey Mouse
- Pluto
- Daisy Duck (Katrien Duck)
- Minnie Mouse
- Brooms (Bezems)
- Fairy Godmother (Goede Fee)
- Pongo
- Perdita
- 99 puppy dalmatians (99 puppy dalmatiërs)
- Huey, Dewey & Louie (Kwik, Kwek & Kwak)
- Chip & Dale (Knabbel & Babbel)
- Merlin (Merlijn)
- Dumbo (Dombo)
- Simba
- Mushu
- Bambi
- Alice
- White Rabbit (Wit Konijn)
- Doorknob (Deurknop)
- Cheshire Cat (Kolderkat)
- Queen of Hearts (Harten Koningin)
- Cards of Spades (Schoppen Kaarten)
- Cards of Hearts (Harten Kaarten)
- Tarzan

- Jane
- Clayton
- Kala
- Terk (Tuk)
- Kerchak
- Sabor
- Hercules
- Hades
- Philoctetes/Phil
- Cerberus (Kerberos)
- Ice Titan (IJs Titaan)
- Rock Titan (Rots Titaan)
- Aladdin
- Jasmine
- Abu
- Carpet (Tapijt/Kleedje)
- Genie (Geest)
- Jafar
- Iago
- Pinnochio (Pinokkio)
- Gepetto
- Jiminy Cricket (Japie Krekel)
- Jack Skellington
- Sally
- Zero
- Dr. Finkelstein
- Mayor
- Oogie Boogie
- Lock, Shock & Barrel
- Ariel (Ariël)
- King Triton (Koning Triton)

- Flounder (Botje)
- Sebastian (Sebastiaan)
- Ursula
- Flotsam and Jetsam (Gruwel en Griezel)
- Peter Pan
- Wendy
- Captain Hook (Kapitein Haak)
- Smee (Vet/Vetje)
- Crocodile (Krokodil)
- Tinker Bell (Tinkelbel)
- Winnie the Pooh (Winnie de Poeh)
- Eeyore (Iejoor)
- Piglet (Knorretje)
- Tigger (Teigetje)
- Roo (Roe)
- Owl (Uil)
- Rabbit (Konijn)
- Snow White (Sneeuwwitje)
- Cinderella (Assepoester)
- Aurora
- Belle
- Beast (Beest)
- Maleficent (Malafide)
- Maleficent as Dragon (Malafide als Draak)

### Final Fantasy
- Aerith
- Cid
- Cloud
- Leon (Squall Leonheart)
- Moogles
- Selphie
- Sephiroth
- Tidus
- Wakka
- Yuffie

## Werelden
- Destiny Island (Eilanden van Lotten)
- Traverse Town
- Wonderland
- Deep Jungle (Diepe Jungle)
- Agrabah
- Monstro
- Atlantica
- Halloween Town (Halloweenstad)
- Neverland (Nooitgedachtland)
- Olympus Coliseum (Colosseum van Olympus)
- Hollow Bastion
- End of the World (Einde van de Wereld)
- 100 Acre Wood (Honderdbunderbos)

## Stemmen
| Personage              | Stem(Japans)       | Stem(Engels)           |
| ---------------------- | ------------------ | ---------------------- |
| Sora                   | Miyu Irino         | Haley Joel Osment      |
| Donald Duck            | Koichi Yamadera    | Tony Anselmo           |
| Goofy                  | Yutaka Shimaka     | Bill Farmer            |
| Riku                   | Mamoru Miyano      | David Gallagher        |
| Kairi                  | Risa Uchida        | Hayden Panettiere      |
| Ansem                  | Akio Otsuka        | Billy Zane             |
| Maleficent             | Toshiko Sawada     | Susan Blakeslee        |
| Jiminy Cricket         | Kaneta Kimotsuki   | Eddie Carroll          |
| Squall Leonhart (Leon) | Hideo Ishikawa     | David Boreanaz         |
| Yuffie Kisaragi        | Yumi Kakazu        | Christy Carlson Romano |
| Aerith Gainsborough    | Maaya Sakamoto     | Mandy Moore            |
| Cloud Strife           | Takahiro Sakurai   | Steve Burton           |
| Sephiroth              | Toshiyuki Morikawa | James Lance Bass       |
| Selphie                | Mayuko Aoki        | Molly Keck             |
| Tidus                  | Masakazu Morita    | Shaun Flemming         |
| Wakka                  | Kazuya Nakai       | Dee Bradley Baker      |
| Minnie Mouse           | Yuko Mizutani      | Russi Taylor           |
| Daisy Duck             | Mika Doi           | Tress MacNeille        |
| Alice                  | Mika Doi           | Kathryn Beaumont       |
| the Queen Of Hearts    | Sumie Ozawa        | Tress MacNeille        |
| White Rabbit           | Shigeru Ushiyama   | Corey Burton           |
| Doorknob               | Takehiro Koyama    | Corey Burton           |
| Wendy                  | Yuriko Fuchisaki   | Kathryn Beaumont       |
| Hercules               | Yasunori Matsumoto | Sean Astin             |
| Philoctetes (Phil)     | Ichiro Nagai       | Robert Costanzo        |
| Hades                  | Kyusaku Shimada    | James Woods            |
| Tarzan                 | Juurouta Kosugi    | Tony Goldwyn           |
| Clayton                | Banjou Ginga       | Brian Blessed          |
| Jane Porter            | Mayumi Suzuki      | Naia Kelly             |

## Trivia
- Het spel is opgenomen in het boek 1001 Video Games You Must Play Before You Die van Tony Mott.
- Kingdom Hearts en Kingdom Hearts II zijn de enige spellen in de serie die Duitse stemmen hebben. Later versies voor de PlayStation 3 en 4 zijn niet gemaakt, vanwege de verschillen tussen 50 Hz en 60 Hz. De stemmen voor de Duitse versie zijn langzamer dan de Engelse of Japanse stemmen, en dat kan problemen veroorzaken als de snelheid van het spel veranderd is.
- Kingdom Hearts is een van de een van de weinige PS2-spellen die de cirkel-toets gebruikt om te springen. De Japanese versie gebruikt de kruis-toets in plaats daarvan.
- De Japanse versie heeft geen geheime bazen behalve een. Hij is de Phantom (Fantoom), en hij is nodig te verslaan om de laatste Stop-magie te krijgen. De Amerikaanse en Europese versies voegen Ice Titan (IJs Titaan), Kurt Zisa, en Sephiroth toe aan het spel als geheime bazen.
- Vanwege contractuele verplichtingen, mocht Mickey Mouse alleen in één scène verschijnen.
- De Greatest Hits-versie van Kingdom Hearts in Noord-Amerika verandert het SquareSoft-logo in het Square Enix-logo. Dit gebeurt alleen voor de doos en handleiding, want het spel heeft nog steeds SquareSoft.